# محوطه شماره ۱۶ حوزه رودخانه بمپور
محوطه شماره ۱۶ حوزه رودخانه بمپور مربوط به مس و سنگ است و در شهرستان ایرانشهر، بخش بمپور، دهستان بمپور غربی، ۲۴۰۰ متری غرب روستای سیدآباد واقع شده و این اثر در تاریخ ۱۳ آبان ۱۳۸۶ با شمارهٔ ثبت ۱۹۷۸۲ به‌عنوان یکی از آثار ملی ایران به ثبت رسیده است.